# Кривцов, Николай Иванович (апиолог)
Никола́й Ива́нович Кривцо́в (3 сентября 1945, Орловская область — 25 ноября 2011) — советский и российский учёный-пчеловод и апиолог, специалист в области селекции, генетики и разведения пчёл.
Доктор сельскохозяйственных наук (1992), профессор (1995), академик РАСХН (2007, член-корреспондент 2001). С 1988 года директор НИИ пчеловодства.
Лауреат Государственной премии РФ в области науки и техники (2000) и премии Правительства РФ в области образования (2004). Заслуженный деятель науки Российской Федерации (2011).

## Биография
Родился в с. Кривцова Плота Должанского района Орловской области.
Окончил с отличием Орловский государственный педагогический институт (1970).
Получил рекомендацию для поступления в аспирантуру, которую проходил в НИИ пчеловодства на базе Орловской опытной станции пчеловодства, где с того же года младший, а с 1976 г. старший научный сотрудник.
Зав. отделом селекции пчел (1977—1984), зам. директора по научной работе (1984—1988), директор (с 1988 г.) НИИ пчеловодства (г. Рыбное Рязанской обл.).
В 1975 г. защитил кандидатскую дисс. на степень с.-х. наук «Биологические и хозяйственно-полезные признаки среднерусских пчел и использование их в селекции», а в 1992 г. — докторскую дисс. «Теория и практика селекции пчел среднерусской породы».
Под его началом защищены 12 кандидатский диссертаций и 3 доктора с.-х. наук.
Входил в состав Межведомственного координационного совета по апитерапии при Минсельхозпроде России с его образования в 1997 году.
Являлся председателем секции пчеловодства Отделения зоотехнии Россельхозакадемии, председателем ТК и МТК по стандартизации в пчеловодстве, зампредседателя Рязанского общества апитерапевтов.
Состоял членом двух докторских диссоветов и экспертом ВАК Минобрнауки РФ.
Состоял членом редсоветов 4 журналов, в том числе «Пчеловодства» и «Вестника РГАТУ». Являлся председателем редсовета журнала «Пчела и человек», членом международного научного совета при «Journal of Apicultural Science».
Академик Петровской академии наук и искусств (1996), Международной академии пчеловодства (1993), Российской народной академии наук (1996).
Жена, дочь.
Почётный работник АПК Российской Федерации.
Отмечен медалью «Двадцать лет победы в Великой Отечественной войне 1941—1945 гг.», почетными грамотами Минсельхоза и Минобрнауки РФ, Россельхозакадемии, Минсельхозпрода Рязанской области и Республики Татарстан, Патриаршей грамотой, золотой медалью Всемирного фонда сохранения пчел (№ 003), дипломом Союза пчеловодных организаций Сербии, медалью XIII Конгресса Апиславии и другими наградами.
Почётный член Общества пчеловодов столицы.
В 2000 г. ему присуждена Государственная премия Российской Федерации в области науки и техники за работу «Создание научных основ и технологии массового производства биологически активных экологически чистых продуктов пчеловодства», а в 2004 г. — премия Правительства РФ в области образования.
В некрологе о Н. И. Кривцове директор ЗАО «Агробиопром» О. К. Чупахина называет его настоящим русским интеллигентом, отмечая, что академик-пчеловод помимо своих высоких качеств как учёного-исследователя, содействовавшего производству в отрасли, также был «разносторонним высокообразованным человеком, глубоким знатоком русской классической литературы и поэзии».
В сентябре 2015 года, перед конференцией в НИИ пчеловодства «Современное пчеловодство», посвящённой также 70-летию со дня рождения Н. И. Кривцова, состоялось торжественное открытие мемориальной доски академику Н. И. Кривцову на главном корпусе института.
Опубликовал более 400 работ по апиологии, в том числе 25 монографий и 8 учебников, три книги были изданы в Сербии. Получил 4 авторских свидетельства и патента на изобретения.